# Еймі Бендер
Еймі Бендер (англ. Aimee Bender, нар. 28 червня 1969, Лос-Анджелес, США) — американська письменниця, насамперед відома своїми сюрреалістичними сюжетами та персонажами.

## Біографія
Еймі Бендер народилася 28 червня 1969 року у Лос-Анджелесі, штат Каліфорнія, США, у сім'ї американців єврейського походження. Отримала ступінь бакалавра в Каліфорнійському університеті у Сан-Дієго та ступінь магістра в Каліфорнійському університеті в Ірвайні. Отримала стипендію ArtsBridge та розробляла з наставником Кітом Фаулером письменницьку програму для студентів K–12 у окрузі Орендж, штат Каліфорнія.
Вона викладала сюрреалістичне письмо в Каліфорнійському університеті у Лос-Анджелесі та була старшим митцем у безплатній театральній майстерні «The Imagination Workshop», де допомагала психічнохворим людям та людям у зоні ризику писати, ставити та грати у їх театральних творах.
1998 року вийшла перша книга Бендер «Дівчина у вогненебезпечній спідниці» (англ. The Girl in the Flammable Skirt), яка є збіркою оповідань. Книга була обрана «Помітною книгою» (англ. Notable Book) газетою «Нью-Йорк Таймс» та повела сім тижнів у списку бестселерів по версії «Лос-Анджелес Таймс». 2000 року вийшов її роман «Мій власний невидимий знак» (англ. An Invisible Sign of My Own), який був названий Вибором року «Лос-Анджелес Таймс». 2005 року вийшла ще одна збірка оповідань Бендер «Свавільні істоти» (англ. Willful Creatures), яка була номінована як одна з найкращих книг року журналом The Believer. Її новела «Третій ліфт» (англ. The Third Elevator) побачила світ 2009 року. 2010 року вийшов роман Бендер «Винятковий смуток лимонного тортика» (англ. The Particular Sadness of Lemon Cake), а 2013 року — «Майстер кольорів» (англ. The Color Master).
Твори Бендер публікувалися у багатьох журналах, серед яких «GQ» та «Harper's Magazine».
Вона сказала, що на її творчість вплинули Оскар Уайльд, Ганс Крістіан Андерсен, брати Грімм та Енн Секстон. Бендер є близькою подругою Еліс Сіболд, яка теж навчалася в Каліфорнійському університеті в Ірвайні.
Бендер живе у Лос-Анджелесі з сім'єю та викладає творче письмо в Університеті Південної Каліфорнії.

## Твори

### Романи
- 2000 — «Мій власний невидимий знак» (англ. An Invisible Sign of My Own)
- 2010 — «Винятковий смуток лимонного тортика» (англ. The Particular Sadness of Lemon Cake)

### Збірки оповідань
- 1998 — «Дівчина у вогненебезпечній спідниці» (англ. The Girl in the Flammable Skirt)
- 2005 — «Свавільні істоти» (англ. Willful Creatures)
- 2013 — «Майстер кольорів» (англ. The Color Master)

### Новели
- 2009 — «Третій ліфт» (англ. The Third Elevator)

## Визнання
Бендер отримала дві нагороди «Pushcart Prize» та була номінована на премію Джеймса Тіптрі-молодшого 2009 року. Її оповідання «Обличчя» (англ. Faces) стала фіналістом премії Ширлі Джексон 2009 року. Того ж року Бендер стала членом журі «Flatmancrooked Writing Prize», нагороди від видавництва «Flatmancrooked Publishing», яку присуджують за найкраще оповідання.